# Birgit Skarstein
Birgit Skarstein, née le 10 février 1989 à Levanger, est une rameuse et fondeuse handisport norvégienne.

## Biographie
Elle est désignée porte-drapeau pour la cérémonie d'ouverture des Jeux paralympiques d'hiver de 2018.

## Palmarès

### Jeux paralympiques d'hiver
| Épreuve / Édition   | 1,1 km Sprint assis | 5 km assis | 12 km assis |
| ------------------- | ------------------- | ---------- | ----------- |
| JP 2014 Sotchi      | 12e                 | 12e        | 12e         |
| JP 2018 Pyeongchang | 8e                  | 7e         | DNF         |
| JP 2022 Pékin       |                     |            | 6e          |

### Jeux paralympiques d'été
| Épreuve / Édition | Épreuve / Édition | Rio 2016 | Tokyo 2020 |
| ----------------- | ----------------- | -------- | ---------- |
| skiff             | skiff             | 4e       | Or         |

### Championnats du monde d'aviron
| Épreuve / Édition | Épreuve / Édition | 2013 | 2014 | 2015 | 2017 | 2018 | 2019 |
| ----------------- | ----------------- | ---- | ---- | ---- | ---- | ---- | ---- |
| Skiff PR1         | Skiff PR1         | 2e   | 1re  | 3e   | 1re  | 1re  | 1re  |

### Championnats d'Europe d'aviron
- 2021 à Varèse,  Italie
  -  Médaille d'or en skiff (PR1W1x).
- 2022 à Munich,  Allemagne
  -  Médaille d'or en skiff (PR1W1x).